# Chasselas, Saône-et-Loire
Chasselas este o comună în departamentul Saône-et-Loire, Franța. În 2009 avea o populație de 167 de locuitori.

## Evoluția populației
| An        | 1975 | 1982 | 1990 | 1999 | 2006 | 2009 | 2011 | 2014 |
| --------- | ---- | ---- | ---- | ---- | ---- | ---- | ---- | ---- |
| Populație | 138  | 140  | 171  | 164  | 162  | 167  | 179  | 177  |

## Locuri și monumente
- Astăzi, patrimoniul cultural al satului este pus în valoare, precum biserica din sat, din secolul al XII-lea, biserică în stil romanic, rară prin clopotnița aflată în mijlocul corpului clădirii, fapt întâlnit doar la Abația din Cluny. Această biserică are, pe cele patru colțuri ale clopotniței, patru capete de lup, în onoarea acestor animale care erau foarte numeroase în Evul Mediu.
- Castelul din Chasselas din secolele al XIV-lea - al XVIII-lea tronează și el în mijlocul satului. Este contruit în jurul unei vaste curți de onoare flancate de trei turnuri acoperite cu plăci glazurate.

## Personalități legate de Chasselas
- Alain Girel (n. 1945, Chambéry - m. 2001, la Chasselas), ceramist sculptor.